# Bonava Deutschland
Die Bonava Deutschland GmbH ist ein Projektentwickler im Haus- und Wohnungsbau mit Sitz in Fürstenwalde/Spree, der durch die Umbenennung der NCC Deutschland GmbH entstand.
Der Unternehmensname Bonava ist ein Kunstwort, das sich aus zwei schwedischen Wörtern zusammensetzt. "bo" heißt Wohnen und "nav" ist der Mittelpunkt.

## Unternehmen
In Deutschland ist Bonava als Bauträger und Projektentwickler tätig, vor allem im Heimatmarkt Berlin, aber auch in anderen Regionen Deutschlands. Bonava in Deutschland ist ein Tochterunternehmen des schwedischen Konzerns Bonava AB, Stockholm. 2024 übergab das Unternehmen in Deutschland 1.141 Häuser und Wohnungen an ihre neuen Eigentümer. Die ca. 500 Mitarbeiter am Hauptsitz im brandenburgischen Fürstenwalde/Spree und in den regionalen Büros erzielten dabei einen Umsatz von 497 Millionen Euro. Bonavas Aktien und Green Bond sind an der Börse Nasdaq in Stockholm gelistet. In Deutschland ist Bonava vor allem in den Wachstumsregionen der Städte Berlin, Hamburg, Köln/Bonn, Stuttgart, Leipzig und Dresden sowie in den Metropolregionen Rhein-Ruhr, Rhein-Main, Rhein-Neckar und auch entlang der Ostseeküste tätig.

## Geschichte
1964 wurde das Unternehmen als Industriebau Fürstenwalde (IBF) gegründet. Industriebau Fürstenwalde war in ein großkonzernartiges Gebilde eingebunden – das Bau- und Montagekombinat Ost mit Sitz in Frankfurt (Oder). Das Kombinat unterstand direkt dem Bauministerium der DDR und war für alle strukturbestimmenden Bauvorhaben auf dem Gebiet des heutigen Landes Brandenburg zuständig. Das bedeutete für den Fürstenwalder Betrieb vor allem Aufgaben in der Schwer- und Grundstoffindustrie, dem Maschinenbau und der Petrochemie. IBF baute die Zementwerke in Rüdersdorf, große Raffinerieanlagen in Schwedt oder das Stahlwalzwerk in Eisenhüttenstadt. Weitere Aufträge kamen von der Nationalen Volksarmee – viele der zahlreichen Bunkeranlagen östlich von Berlin wurden vom Industriebau Fürstenwalde errichtet.

### Entwicklungen in der Wendezeit
Bereits vor der Wende zog sich der Betrieb aus der Planwirtschaft zurück. Nach der Wende 1989/90 folgte eine Privatisierungswelle der DDR-Wirtschaft. Der schwedische Baukonzern Siab wurde auf Industriebau Fürstenwalde aufmerksam. Das schwedische Unternehmen hatte bereits vor 1989 viele Bauvorhaben in der DDR realisiert und wollte auf dem ostdeutschen Markt Fuß fassen. 1991 übernahm Siab den IBF.

### Die 1990er Jahre bis heute

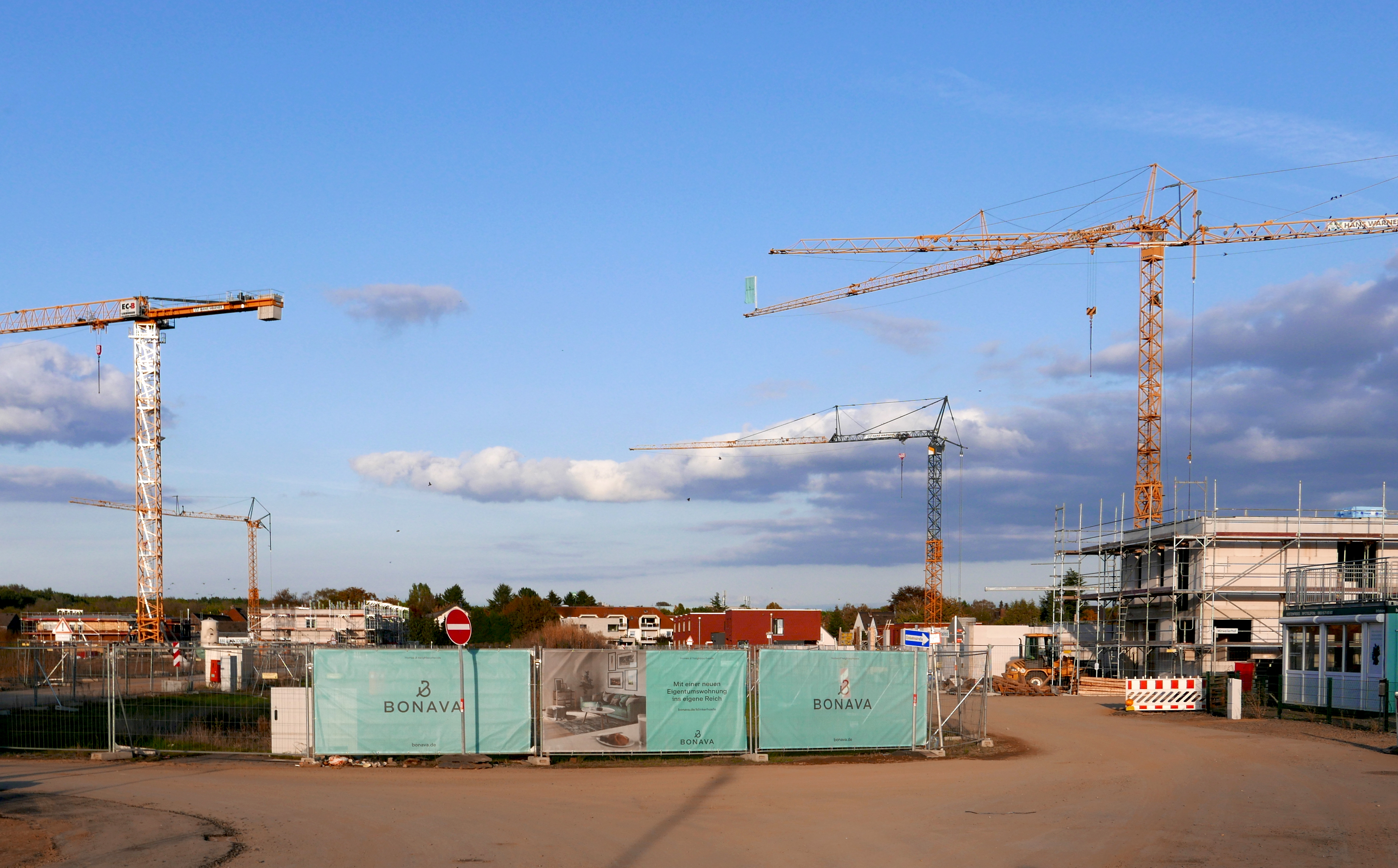
Bonava-Neubauprojekt "Klinkerhöfe" in Efferen (2020)

Bot Siab Bau anfangs noch eine breite Palette von Bauleistungen an, so konzentrierte sich das Unternehmen Mitte der 1990er Jahre mehr und mehr auf den Wohnungsbau. Mit dem dort eingeführten „Plattformgedanken“ entwickelte Siab Bau ein prozessoptimiertes Steuerungsverfahren, das den Betrieb in die Lage versetzte, als Generalunternehmer und Bauträger alle Bauphasen in einer Hand zu vereinen. „Alles aus einer Hand“, lautet das Unternehmensprinzip noch heute. 1997 übernahm der schwedische Baukonzern NCC den Konkurrenten Siab und damit auch den Fürstenwalder Betrieb. Als NCC Deutschland baute das Unternehmen das Wohnsegment weiter aus. Heute ist das Unternehmen der größte Projektentwickler dieser Sparte in Deutschland. Im Frühjahr 2016 wurde bekannt, dass der Mutterkonzern NCC seine Wohnungsbausparte NCC Housing abspalten und als eigenständiges Unternehmen unter dem Markennamen Bonava an die Börse bringen will. Im Mai 2016 wurden die deutschen NCC-Gesellschaften in Bonava umbenannt.